# Арта Доброши
Арта Доброши (алб. Arta Dobroshi; Приштина, 2. октобар 1980) албанска је глумица са Косова и Метохије. Прва је глумица са простора Космета која је прошетала Канским филмским фестивалом, Берлинским филмским фестивалом и Филмским фестивалом Санденс, те била номинована за Европску филмску награду. Бивша је избеглица, а данас шампионка УН-а и амбасадорка добре воље.

## Детињство и младост
Рођена је у Приштини, у албанској породици. Глумила је у бројним кратким филмовима и позоришним комадима на Косову и Метохији. Када је имала петнаест година, отишла је на програм размене студената у Северну Каролину, где је глумила у драмским представама.
Током рата на Косову и Метохији, боравила је у Македонији, где је добровољно радила у избегличком кампу и помагала особа истраумираним ратом.
Служи се албанским, српским, енглеским и француским, а разуме и македонски језик.

## Филмографија
| Улоге  |                 |               |         |          |
| Година | Српски назив    | Изворни назив | Улога   | Напомена |
| 2022.  | Нећеш бити сама |               | Стамена |          |